# Pulsar X
En astronomie, un pulsar X est un pulsar dont on détecte une émission dans le domaine des rayons X. Ces pulsars peuvent être classés en quatre catégories :
- les pulsars actifs, dont la rotation libère une partie de son énergie sous forme de rayons X,
- les pulsars X anormaux, dont la libération d'énergie dans le domaine X est supérieure à celle permise par leur seule rotation, et qui possèdent une autre source d'énergie, aujourd'hui mal connue,
- les pulsars à émission thermique, dont le rayonnement est directement issu de la surface de l'étoile à neutrons, très petite, mais très chaude.
- les pulsars dont l'émission X est due à l'accrétion de matière issue d'un compagnon. On parle alors de binaire X.

## Pulsars actifs
Les pulsars actifs sont les pulsars X les plus fréquents. On en connaît plusieurs dizaines, parmi lesquels le pulsar du Crabe, le pulsar de Vela, Geminga. Plusieurs pulsars millisecondes, beaucoup plus vieux, tel PSR B1937+21, sont des pulsars X. On observe une relation empirique étroite entre l'énergie LX rayonnée dans le domaine des rayons X et l'énergie Lrot libérée par la rotation du pulsar :
{\displaystyle \log L_{\rm {X}}\sim 1,\!34\log L_{\rm {rot}}-15,\!34},
les deux énergies étant exprimées dans cette formule en erg par seconde. Dans tous les cas, l'énergie émise en X est inférieure à celle libérée par la rotation du pulsar.

## Pulsars X anormaux
Les pulsars X anormaux forment une population beaucoup plus restreinte, inférieure à ce jour à une douzaine de représentants. Ils se caractérisent par une propriété surprenante : leur émission en X est très largement supérieure à l'énergie qu'ils libèrent du fait de leur rotation. Ils possèdent de plus une période très longue (5 à 12 secondes), et un ralentissement très important. De ce fait, ils possèdent les plus grands champs magnétiques connus, pouvant atteindre les 1010 teslas. De ce fait, les pulsars X anormaux font partie de la classe des magnétars. L'âge caractéristique de ces objets est extrêmement faible, allant même jusqu'à 281 ans pour SGR 1806-20 ou un peu moins de 2000 ans pour SGR 0526-66 (qui ont d'abord été identifiés sous la forme de sursauteurs gamma mous). Il est cependant difficile d'associer l'âge physique de ces objets à leur âge caractéristique, puisque leur mécanisme d'émission n'est pas compris. Il semble cependant établi qu'il s'agit d'objets jeunes, un certain nombre d'entre eux étant assez clairement associés à des rémanents de supernovae, dont certains sont manifestement très jeunes, comme N49 pour SGR 0526-66 ou CTB 109 pour PSR J2301+5852.

## Pulsars thermiques
Ces pulsars sont détectés dans le domaine X comme des sources non pulsées, alors qu'on détecte un pulsar dans le domaine radio à ce même endroit. Elles sont interprétées comme étant l'émission thermique de la surface. Tous les pulsars détectés dans l'amas globulaire 47 Tucanae sont détectés de cette façon. La température de surface de l'étoile à neutrons est estimée entre quelques centaines de milliers et quelques dizaines de millions de kelvins, ce qui donne une énergie typique de l'ordre du kiloélectronvolt pour les photons ainsi détectés, ce qui met ce rayonnement dans le domaine des rayons X « mous ».

## Lesbinaires X
Les pulsars accrétant la matière d'un compagnon rayonnent dans le domaine des rayons X du fait de l'extrême température acquise par la matière accrétée lors de sa chute sur le pulsar. Ces objets sont, si l'objet accrétant est un pulsar, des pulsars X (l'objet accrétant peut également être un trou noir, comme Cygnus X-1). Leur émission radio n'est cependant pas toujours détectable. On classifie ces objets suivant deux grandes classes :
- les binaires X à faible masse, pour lesquels la masse du compagnon de l'objet compact est de masse faible (typiquement en dessous d'une masse solaire), l'étoile étant une étoile peu massive de la séquence principale ou une naine blanche,
- les binaires X à forte masse, pour lesquels la masse du compagnon de l'objet compact est de masse élevée, en général une étoile massive de type spectral O ou B.

Parmi ces objets, certains sont classifiés comme étant des sursauteurs X, présentant une série irrégulière de sursauts très violents, interprétés comme étant dus à des explosions thermonucléaires sporadiques dues à l'accrétion importante de matière de ces objets qui génèrent une instabilité dans la conversion de celle-ci en carbone avant d'être réduite à un fluide de protons, électrons et neutrons.
À cela s'ajoutent quelques objets très spécifiques, notamment un, connu sous le nom de Rapid Burster.

## Référence
- (en) Andrew G. Lyne et Francis Graham Smith, Pulsar astronomy, Cambridge University Press, 2006, 3e éd., 309 p. (ISBN 0-521-83954-8), chapitre 12, pages 139 à 152.

## Note
1. ↑  Le champ magnétique d'un pulsar proportionnel à la racine carrée de la période et du ralentissement du pulsar. Les pulsars X anormaux sont les pulsars qui ont la période et le ralentissement les plus élevés.